# George Ayoub
George Ayoub (Sydney, Austràlia, 23 d'octubre de 1963) és un àrbitre australià de rugbi retirat, tot i que en l'actualitat sol actuar com a àrbitre de TV al Super Rugby, i fou un dels àrbitres que van formar part de la prova pilot per implementar aquest sistema .
Ayoub, mestre de professió, va començar a arbitrar l'any 1990 quan era estudiant al St Patrick's College, Strathfield. El 1995 va començar a arbitrar partits senior a la zona de Sydney, i el 1996 fou seleccionat com a membre del cos d'àrbitres australià. El seu debut al Super Rugby fou el maig de 2000, en un partit del Super 12 Sharks i Chiefs a Durban.
El seu debut internacional, fou en partits test entre Japó i Tonga fins a la seva retirada l'any 2007. A partir de 2008, va ser un dels membres visibles de la introducció del sistema de revisió per televisió. L'any 2015, formaria part del cos d'àrbitres de la Copa del Món de Rugbi de 2015 com a àrbitre de TV.